# Acanthocyclops plesai
Acanthocyclops plesai – gatunek widłonoga z rodziny Cyclopidae, nazwa naukowa gatunku została po raz pierwszy opublikowana w 2001 roku przez rumuńską hydrobiolog Sandę Iepure.